# Cretolepis dongbeiensis
Cretolepis dongbeiensis è un pesce osseo estinto, appartenente ai paleonisciformi. Visse nel Cretacico inferiore (circa 140 - 120 milioni di anni fa) e i suoi resti fossili sono stati ritrovati in Cina.

## Descrizione
Questo pesce di medie dimensioni solitamente raggiungeva circa 25 centimetri di lunghezza. Possedeva un corpo piuttosto slanciato e snello. Come tutti i paleonisciformi, Cretolepis era caratterizzato da una testa dal muso corto e dalla bocca ampia. Cretolepis si distingueva da altri paleonisciformi per la presenza di un anello sclerotico nell'orbita composto da più di cinque piccole ossa, dal suborbitale diviso in tre parti, dalla presenza di un dermoiomandibolare, e dalle fauci apparentemente inclinate anteriormente. La pinna dorsale era di forma triangolare e posta a metà tra le pinne pelviche e la pinna anale. Il preopercolare possedeva un ramo orizzontale lungo e alto e un ramo verticale corto, con l'angolo a circa 90 gradi.

## Classificazione
Cretolepis è un rappresentante dei paleonisciformi, un gruppo di pesci ossei arcaici tipici del Paleozoico, ma con alcuni rappresentanti ancora presenti nel Mesozoico. Cretolepis, del Cretaceo inferiore, è uno degli ultimi paleonisciformi noti. Cretolepis dongbeiensis venne descritto per la prima volta nel 2018, sulla base di vari esemplari ben conservati, provenienti dalla formazione Longjiang nei pressi della città di Qiqihar (provincia di Heilongjiang) in Cina.